# Bernard Bombeau
Cet article possède un paronyme, voir Bombo.
 (juin 2023).
Bernard Bombeau, né le 16 février 1951 à Bordeaux est un journaliste, écrivain et historien français du monde militaire et industriel.

## Biographie
Pilote et grand reporter à Aviation Magazine de 1974 à sa disparition en 1992,, il dirige la rubrique « Défense » de l'hebdomadaire Air et Cosmos de 1992 à 2011 (Groupe Revenu Multimedia). Il est également membre de l'AJPAE (Association des journalistes professionnels de l'aéronautique et de l'espace) et de l'AJD (Association des journalistes de défense). Il a le grade de capitaine de corvette dans la réserve citoyenne de l'Aéronautique navale.
Il est marié à l'archéologue française Valentine Roux.

## Publications
- Encyclopédie de l’aviation, Atlas, 1980
- Les années Bourget, avec Jacques Nœtinger, La Sirène, 1993
- Hélicoptères : la genèse, de Léonard de Vinci à Louis Breguet, éditions Privat, 2006
- Aéronautique et espace 1909-2009 : de Paris au Bourget, un siècle de salons, avec Germain Chambost et Patrick Guérin, Le Cherche midi, 2009
- Du bataillon de choc au Mirage, avec Roland Glavany, éditions Pierre de Taillac, 2013

## Récompenses et distinctions

### Décorations
- Chevalier de la Légion d'honneur
- Médaille de l'Aéronautique

### Honneurs
- Membre de l'Académie de l'air et de l'espace